# Addio al re
Addio al re (Farewell to the King) è un film del 1988 diretto da John Milius e interpretato da Nick Nolte. La pellicola è tratta dall'omonimo romanzo di Pierre Schoendoerffer.
Ambientato alla fine della seconda guerra mondiale, racconta della lotta che gli indigeni capeggiati da un eccentrico statunitense e armati dagli Alleati ingaggiarono contro le truppe giapponesi di stanza sull'isola di Borneo. La storia di Learoid, che presenta una stretta analogia con L'uomo che volle essere re di Kipling (già portato sullo schermo da John Huston), è quella di un uomo libero, che cerca di mantenersi al di fuori di avvenimenti più grandi di lui e a cui non potrà sfuggire nemmeno in quell'angolo remoto del mondo.

## Trama
Una missione segreta organizzata nel Borneo dai servizi segreti inglesi per prendere contatto con gli indigeni e aizzarli alla rivolta contro i soldati giapponesi (in previsione di una prossima invasione dal mare degli Alleati) porta il capitano Fairbourne e il suo aiutante, il sergente Tenga, un kikuyo dei Fucilieri Reali, ad atterrare in mezzo alla foresta. 
I due si imbattono in uno strano indigeno che parla l'inglese, Gway. L'uomo li porta al suo villaggio, ma durante la pausa notturna i due si ritrovano legati dagli indigeni e vengono portati, appesi ad un palo, al cospetto del loro Re. Con sorpresa notano che si tratta di un bianco. Lui li guarda con disprezzo e non pare volere dare loro ascolto. Dopo un giorno, li convoca e comincia a raccontare la sua storia. Lui scappò dalle Filippine assieme ad altri disertori dopo che il generale McArthur era fuggito. Arrivarono su di una spiaggia, ma le onde travolsero la loro misera barca e uno di loro morì prima di arrivare sulla spiaggia. Learoyd avvertì inutilmente i suoi compagni che alle case del villaggio c'erano i giapponesi, loro non lo ascoltarono e vennero catturati. Learoyd vide terrorizzato i suoi commilitoni costretti a scavare le loro stesse fosse dai soldati nipponici, prima di venire sommariamente fucilati.
Learoyd cercò di nascondersi alla caccia mortale dei soldati giapponesi. Aveva una pistola e si imbatté nel Colonnello, un misterioso ufficiale giapponese su di un cavallo bianco. Era nella condizione di sparargli, ma non osò. Si inoltrò nella foresta, tanto densa che non poteva nemmeno respirare. Non riusciva a cacciare, e non aveva nessuna risorsa. Alla fine, 'qualcuno trovò lui'. Era la tribù delle lunghe capanne, che abitava sulle rive di un vicino fiume in enormi case di legno. Erano di religione animista e cacciatori di teste. Learoyd rischiava di morire. Lyam il magnifico voleva venderne la testa per calmare i giapponesi, che rendevano la vita difficile agli indigeni delle terre interne, controllando le coste e quindi gli scambi del sale. 
Ma le donne non volevano. Lui aveva gli occhi azzurri, che loro associavano con il mare, ovvero con il sale. E il sale, per il loro popolo era 'tutto'. Il tatuaggio di un dragone, che Learoyd si fece fare una sera che si era ubriacato, aiutò a sua volta a considerarlo una creatura di valore. Ancora più importante, la sorella di Gway, Yu, si prese cura di Learoyd e lo aiutò a ristabilirsi, a curarsi, e a imparare la lingua locale. Una sera Lyam il magnifico venne pubblicamente contraddetto da Learoyd e si decise di risolvere la questione con un duello. Learoyd vinse dopo un accanito combattimento. Lo zio di Gway morì poco tempo dopo, e nella grande adunata pubblica che ne seguì lui ne approfittò per fare un grande discorso. La popolazione acclamò Learoyd come il nuovo Re. In poco tempo era così riuscito a passare da merce di scambio con i giapponesi a Re del popolo del fiume.

## Produzione
Girato in Malaysia, con il sostegno della Camel adventures, si avvale della colonna sonora di Basil Poledouris.